# Ahmad Dhani
Dhani Ahmad Prasetyo (Surabaya, 26 de mayo de 1972), conocido artísticamente como Ahmad Dhani o Dhani, es un músico, compositor, arreglista y productor indonesio. Fue el fundador y líder de las bandas de rock Dewa 19 y Ahmad Band, y también miembro de la banda intercontinental The Rock. Actualmente es propietario y presidente de Republik Cinta Management, una compañía de gestión de artistas de MNC Media Group. También es conocido como músico con experimentación musical y letras poéticas que citan aforismos de poetas famosos. La primera edición de la revista MTV Trax en 2002 lo consideró como uno de los "25 músicos / grupos más influyentes en la música indonesia".

## Biografía
Es el primero de tres hijos de Eddy Abdul Manaf bin Rusta Sastra Atmadja, un diplomático sondanés originario de Garut, Java Occidental, y Joyce Theresia Pamela Kohler, una indonesia de ascendencia judía asquenazí. Su abuelo, Jan Pieter Friederich Kohler, era un judío asquenazí, nacido en las Indias Orientales Neerlandesas en 1883.
En 1996 se casó con la cantante indonesia Maia Estianty. Tienen tres hijos que llevan el nombre de prominentes líderes sufíes a quienes admira Dhani, a saber, Ahmad Al Ghazali, El Jallaludin Rumi y Ahmad Abdul Qodir Jaelani. A finales de 2006, Maia Estianty presentó la demanda de divorcio. Su matrimonio fue anulado el 23 de septiembre de 2008 por el Tribunal de la Sharia del Sur de Yakarta.
En 2009 contrajo matrimonio con la cantante Mulan Jameela y en agosto de 2013, tuvieron su primera hija llamada Saafeya.
El popular álbum Laskar Cinta (Guerreros del amor) lanzado con su banda Dewa 19 fue señalado con contenido "desafiante en sus letras con una marcada ideología militante".
En 2017 empezó a incursionar en la política apoyando al Partai Gerakan Indonesia Raya.

## Discografía

### Dewa 19
- Dewa 19 (1992)
- Format Masa Depan (1994)
- Terbaik Terbaik (1995)
- Pandawa Lima (1997)
- The Best Of Dewa 19 (1999)
- Bintang Lima (2000)
- Cintailah Cinta (2002)
- Atas Nama Cinta (2004) - Live Album
- Laskar Cinta (2004)
- Republik Cinta (2006)
- Kerajaan Cinta (2007)

### Ahmad Band
- Ideologi, Sikap, Otak (1998)

### The Rock
- Master Mister Ahmad Dhani I (2007)

### T.R.I.A.D
- T.R.I.A.D (2010)
- Istimewa (2011)
- 2012 Neng Nong Edition (2012)

### MahaDewa
- Past to Present (2013)

### Colaboraciones en álbumes
- The Best Of Republik Cinta Artists Vol. 1 (2008)
- D'Plong: Sensasi Rock'n'Dut (2009)
- The Best Of Republik Cinta Artists Vol. 2 (2009)

### Otras colaboraciones
- "Cinta Mati", dueto junto a Agnes Monica incluido en el álbum ...And the story goes... (2003).
- "Jika Surga dan Neraka Tak Pernah Ada", dueto junto a Chrisye incluido en el álbum Chrisye Duet By Request (2007).
- "Sadis" y "Selingkuh Lagi", para el álbum Bebi Romeo Various Artist (2011).
- "Ojo Kuwi", primera canción de Dhani interpretada en javanés (2014).